# Andrea Jenkyns
Andrea Marie Jenkyns, née le 16 juin 1974 à Beverley, est une femme politique britannique, membre de Reform UK et ancienne membre du Parti conservateur.
Depuis 2019, elle occupe le poste de vice-présidente du groupe de recherche européen (ERG). 
Elle est députée conservatrice de Morley et Outwood dans le Yorkshire de l'Ouest de 2015 à 2024. Elle soutient l'organisation eurosceptique Leave Means Leave. Elle est très critique contre Theresa May pendant sa direction du Parti conservateur en raison de sa gestion du Brexit.

## Jeunesse et carrière
Jenkyns est née à Beverley, Humberside. Après avoir quitté l'école à 16 ans, elle occupe un emploi à la boulangerie Greggs À 18 ans, le père de Jenkyns envoie sa photo à un concours de beauté et elle arrive en finale pour Miss UK. Au cours des années suivantes, Jenkyns change d'emploi à plusieurs reprises. Elle est enseignante de musique dans le secondaire et cadre d'une entreprise de formation en gestion. À la fin de la trentaine, Jenkyns commence à étudier pour un diplôme en relations internationales et politique de l'Université de Lincoln et un diplôme en économie de l'Open University, qu'elle obtient lorsqu'elle a la quarantaine. 
Elle est une ancienne conseillère du comté de Lincolnshire pour le nord-ouest de Boston, après avoir battu le BNP lors d'une élection serrée remportée par seulement 14 voix après avoir été contrainte de se présenter à nouveau à une élection partielle, à la suite d'une erreur administrative liée à son emploi par le conseil du comté. Ayant gagné le siège en 2009, elle le perd face au candidat UKIP aux élections du conseil suivantes en 2013. 

## Carrière parlementaire
À la suite d'une primaire ouverte en 2013, Jenkyns est sélectionnée pour se présenter au siège parlementaire de Morley et Outwood. Lors des élections générales de 2015, elle est élue avec une mince majorité de 422 voix, battant ainsi le Chancelier de l'Échiquier du cabinet fantôme Ed Balls. À partir de juillet 2015, elle siège au Health Select Committee. 
Jenkyns soutient le Brexit lors du référendum sur l'adhésion à l'UE de 2016 et est membre du comité de sortie de l'Union européenne de 2016 à 2019. 
Lors des élections générales de 2017, Jenkyns est réélue en augmentant son score, aidée par l'absence d'une candidate UKIP dans sa circonscription. 
Jenkyns est administratrice et représentante régionale (volontaire) de l'organisme de bienfaisance MRSA Action UK, après avoir adhéré à la suite du décès de son père de la superbactérie MRSA. 
En mai 2018, Jenkyns quitte son rôle de PPS au sein du ministère du Logement, des Communautés et des Gouvernements locaux afin de se concentrer sur la lutte pour le Brexit. 
En juillet 2018, après la démission de David Davis du Cabinet, Jenkyns demande le remplacement du Premier ministre Theresa May, déclarant: "Le poste de premier ministre de Theresa May est terminé.", Elle a appelé le Premier ministre à revenir sur son discours de Lancaster House, déclarant que "les premiers ministres gardent leur emploi lorsqu'ils tiennent leurs promesses".   
Jenkyns reçoit un certain nombre de menaces, en grande partie à cause de sa position sur le Brexit.
Jenkyns est réélue aux élections générales de 2019 avec une majorité beaucoup plus importante après une campagne agitée. Après l'élection, elle est élue vice-présidente du Groupe européen de recherche, en remplacement de Steve Baker, qui devient président.
Elle n'est pas réélue lors des élections générales de 2024 pour Leeds South West and Morley (en).
Elle rejoint le parti Reform UK en novembre 2024.

## Vie privée
Jenkyns vit à Gildersome, West Yorkshire et Londres avec son mari, le député conservateur Jack Lopresti, et son fils né le 29 mars 2017 et nommé Clifford George en l'honneur de son défunt père. Elle épouse Lopresti, le député de Filton et Bradley Stoke à Bristol, à St Mary Undercroft dans le palais de Westminster le 22 décembre 2017 deux ans après le début d'une liaison extraconjugale avec lui,. 
Jenkyns souffre de fibromyalgie et de névralgie glossopharyngée qui provoquent des accès de douleur. 
Jenkyns est végétarienne et soutient l'amélioration des droits des animaux. Elle soutient également le maintien de l'interdiction de la chasse au renard. En 2015, ses chiens Lady et Godiva ont remporté le premier prix du salon Westminster Dog of the Year. 
Le 30 juillet 2019, Jenkyns a souffert d'une commotion cérébrale et d'un Coup du lapin après s'être balancée sur sa chaise lors d'une réunion.